# Toyota Tsusho
Toyota Tsusho Corporation (яп. 豊田通商株式会社 Toyota Tsūshō Kabushiki-gaisha) — торговая компания входящая в группу Toyota. Toyota Tsusho представлена по всему миру через свои многочисленные дочерние компании и операционные подразделения, включает в себя более 150 офисов и 900 дочерних компаний и филиалов по всему миру. Основной деятельностью компании является поддержка автомобильного бизнеса Toyota Motor и других компаний группы Toyota. Бизнес Toyota Tsusho разнообразен и охватывает промышленный, коммерческий и потребительский секторы.

## Основные дочерние и зависимые компании[1]
- CFAO
- Toyotsu Machinery Corporation
- Tomen Electronics Corporation
- Tomen Devices Corporation
- Elematec Corporation
- Sanyo Chemical Industries, Ltd.
- Eurus Energy Holdings Corporation
- Fukuske Corporation
- First Baking Co., Ltd.
- Toyota Tsusho America, Inc.
- Toyota Tsusho Finance (CAMBODIA) PLC
- Toyota Tsusho Canada, Inc.
- Toyota Tsusho De Venezuela, C.A.
- S.C. Toyota Tsusho do Brasil Ltda.
- Toyota Tsusho Argentina S.A.
- C.I. Toyota Tsusho de Colombia S.A.
- Toyota Tsusho Mexico S.A. de C.V.
- Toyota Tsusho Europe S.A.
- Toyota Tsusho U.K. Ltd.
- Toyota Tsusho RUS LLC (TTR), Россия
- Toyota Tsusho Africa Pty. Ltd.
- Toyota Tsusho East Africa Limited
- Tomen Iran Limited Liability Company
- Toyota Tsusho Korea Corporation
- Toyota Tsusho Asia Pacific Pte. Ltd.
- Toyota Tsusho Philippines Corporation
- Toyota Tsusho (Китай) Co., Ltd.
- Toyota Tsusho (Dalian) Co., Ltd.
- Toyota Tsusho (Tianjin) Co., Ltd.
- Toyota Tsusho (Shanghai) Co., Ltd.
- Toyota Tsusho (Guangzhou) Co., Ltd.
- Toyota Tsusho (H.K.) Corporation Ltd.
- Toyota Tsusho (Тайвань) Co., Ltd.
- Toyota Tsusho (Таиланд) Co., Ltd.
- Toyota Tsusho (Индия) Pvt.Ltd.
- Toyota Tsusho (Малайзия) Sdn. Bhd.
- P.T. Toyota Tsusho Indonesia
- Toyota Tsusho Vietnam Company Limited
- Toyota Tsusho India Pvt. Ltd.
- Toyota Tsusho (Австралазия) Pty. Ltd.
- Toyota Tsusho South Pacific Holdings Pty Ltd
- Lao-Japan Airport Terminal Services Company Limited
- Toyota Tsusho Electronic (Таиланд) Co.,Ltd
- Toyota Tsusho Network Integration Thailand Co.,Ltd
- Toyota Tsusho Network Integration Asia Pte. Ltd.
- Toyota Tsusho Network Integration India Pvt Ltd.
- Toyotsu Rare Earths India Pvt. Ltd.(Индия)
- Toyota Tsusho Kenya Ltd.
- Country Pure Foods

## Главный офис
Главный офис в г. Нагоя:
9-8, Meieki 4-chome, Nakamura-ku,
Nagoya-shi Aichi 450-8575, Japan
Главный офис в г. Токио:
3-13, Konan 2-chome, Minato-ku,
Tokyo 108-8208, Japan

## Представительство в России
"Тойота Цусе Рус" - российская компания глобальной группы Toyota Tsusho, основана в 2006 году. Представлена  в Москве, Санкт-Петербурге, Тольятти и Калуге. Офис в Москве расположен по адресу: Овчинниковская наб. 20, стр.1 Бизнес-центр Central Tower.

## 
1. ↑  Global Network | Toyota Tsusho (англ.). Toyota Tsusho Corporation. Дата обращения: 5 февраля 2023. Архивировано 5 февраля 2023 года.
2. ↑  Тойота Цусе Рус | На месте для лучшего завтра. ttr.toyota-tsusho-europe.com. Дата обращения: 5 февраля 2023. Архивировано 5 февраля 2023 года.